# Аяз Муталібов
Аяз Ніязі-огли Муталібов (12 травня 1938 , Баку  — 27 березня 2022 , Баку )  — радянський та азербайджанський політичний і державний діяч, Голова Ради Міністрів Азербайджанської РСР (1989—1990), Перший секретар ЦК Компартії Азербайджанської РСР (1990), перший президент Азербайджану (1990—1992). Народний депутат СРСР (1989—1991). Член ЦК КПРС у 1990—1991 роках. З 13 липня 1990 до 23 серпня 1991 року — член Політбюро ЦК КПРС.

## Становлення

### Початок трудової діяльності
Аяз Муталібов народився 12 травня 1938 року в Баку у родині вихідця з Шемахи, учасника Другої Світової війни, хірурга за фахом Ніязі Муталібова й гінеколога Кубри Муталібової. У 1956 році він закінчив бакинську середню школу № 189, а у 1962 році — Азербайджанський інститут нафти й хімії. У 1958 році Муталібов почав працювати старшим техніком-конструктором Азербайджанського науково-дослідного інституту гідротехніки й меліорації, потім працював інженером конструкторського бюро, майстром цеху, начальником спеціального конструкторського бюро й головним інженером Бакинського заводу холодильників та побутових машин. У 1963 році він вступив до КПРС, за три роки у 1966 році Аяз Муталібов став директором Бакинського заводу холодильників та побутових машин, а у 1974 — генеральним директором Бакинського виробничого об'єднання з випуску холодильників та побутових машин.

### На партійній роботі
У 1977 році Аяз Муталібов обирається другим секретарем Нарімановського районного комітету КП Азербайджану міста Баку. З 1979 до 1982 року — міністр місцевої промисловості Азербайджанської РСР. У 1982 році був призначений головою Держплану Азербайджанської РСР і заступником Голови Ради Міністрів Азербайджанської РСР. З 27 січня 1989 до 26 січня 1990 року — голова Ради міністрів Азербайджанської РСР. З 1989 до 1991 року — Народний депутат СРСР. 25 січня 1990 року після трагічних подій у Баку на пленумі ЦК КП Азербайджанської РСР Муталібова було обрано Першим Секретарем ЦК Компартії республіки. В травні 1990 року був обраний парламентом на пост президента Азербайджану. 
19 серпня 1991 року, перебуваючи з візитом в Ірані, Муталібов зробив заяву, у який схвалив появу ДКНС. 30 серпня Верховна Рада Азербайджану прийняла Декларацію «про відновлення державної незалежності Азербайджанської Республіки».

## Президент Азербайджану

### На посту глави держави
8 вересня 1991 року в Азербайджані пройшли перші загальні президентські вибори, перемогу на яких з перевагою 98,5 % голосів одержав Аяз Муталібов. До бюлетенів була внесена лише одна кандидатура, оскільки інший кандидат — лідер соціал-демократів Зардушт Алі-заде за тиждень до виборів відмовився від участі в них. 10 вересня проводиться Надзвичайний з'їзд Комуністичної партії Азербайджану, на якому приймається рішення про розпуск компартії.
21 грудня Аяз Муталібов в Алма-Аті підписав протокол до Угоди про створення СНД. В ексклюзивному інтерв'ю газеті «Экспресс», яке Муталібов дав, перебуваючи у вигнанні, він розповів про перші місяці свого керівництва республікою:
|  | Коли мене обрали президентом, мої можливості робити добро значно розширились. Одним з перших моїх указів було розпорядження амністувати 160 селян, що скоїли дрібні крадіжки, й усіх жінок, що перебувають за ґратами. У 1990 році в азербайджанських тюрмах залишилось тільки декілька закоренілих злочинниць-рецидивісток. До речі, й усі міждержавні угоди я підписував, враховуючи інтереси свого народу: вступ Азербайджану до СНД, в ООН. В результаті, моя батьківщина отримала визнання державами усього світу. |

На посту глави держави Муталібов стикнувся з різким загостренням ситуації в зоні карабаського конфлікту. 2 вересня 1991 року карабаські вірмени проголосили створення Нагірно-Карабаської Республіки, а у листопаді Верховна Рада Азербайджанської РСР прийняв постанову про ліквідацію автономії НКАО. Вірмени зі свого боку провели 10 грудня референдум про незалежність, який бойкотувало азербайджанське населення Нагорного Карабаху. 2 січня 1992 року Аяз Муталібов ввів президентське правління у Нагорному Карабаху й прилеглих районах. До того часу конфлікт вилився у військове протистояння між вірменами й азербайджанцями. На цьому тлі опозиційний Народний фронт Азербайджану вимагав відставки президента країни. 1 лютого Муталібов публікує «Звернення Президента Азербайджанської Республіки до народу»:
|  | Дорогі співвітчизники! Брати й сестри! Мудрі батьки й матері наші! Повірте, ваш президент страждає не менше, ніж ви… Неприпустимо у боротьбі за владу використовувати наші тимчасові труднощі… У нас свій шлях і нам потрібно йти далі й далі — без крові, без революцій, конституційним парламентським шляхом… Я присягнув бути відданим своєму народу, служити йому, і знову підтверджую: я виконаю все, у чому присягнув народу. |

За кілька діб у ніч на 26 лютого вірмени беруть місто Ходжали, влаштувавши різню мирного населення. Падіння й криваві події в Ходжали спричинили політичну кризу в Азербайджані. Азербайджанський політолог Зардушт Алізаде у своїй книзі «Кінець Другої Республіки» пише:
|  | Параліч влади був явним. Силові структури через саботаж та підривні дії НФА й слабку волю президента практично нічого не робили. Президенту навіть інформацію з МВС передавали невірну, ніби в Ходжали загинуло кілька чоловік. Його піддали нищівній критиці з боку опозиції за «приховування правди від народу», хоч нещасний президент був у ізоляції через некомпетентність свого найближчого оточення та відсутність єдиної керівної й напрямної волі у державі. Точніше, така сила була, але вона була деструктивною й планомірно руйнувала Азербайджан. |

6 березня 1992 року після невдач азербайджанської армії у Нагорному Карабаху й під тиском Народного фронту Азербайджану (НФА) Муталібов подав у відставку. Виконувачем обов'язків президента став Ягуб Мамедов. 6 березня 1992 року Верховна Рада Азербайджану ухвалила спеціальний закон, що встановлює для Аяза Муталібова прижиттєву пенсію з наступною індексацією, виділення для нього охорони у кількості десяти чоловік, службової машини й дачі, а також оголошує особу і майно першого президента недоторканими.

### Повернення та скидання
Ягуб Мамедов не зміг контролювати ситуацію в країні. 8 травня пала Шуша. Біля будівлі Верховної Ради прибічники Муталібова організують мітинг з вимогами відновлення його на посту президента. 14 травня 1992 року на сесії Верховної Ради за відновлення Аяза Муталібова як президента проголосували 219 з 250 присутніх в залі депутатів (опозиція була відсутня). Того ж дня першим своїм указом відновлений президент ввів у Баку надзвичайний стан і комендантську годину, заборонено мітинги та демонстрації з 0 годин 15 травня. У своїй промові Муталібов каже: «Якщо країні потрібен диктатор, щоб врятувати її від катастрофи, то я — такий диктатор». У відповідь на відновлення Муталібова на посту президента країни почався мітинг прихильників опозиції біля будівлі НФА. Вранці 15 травня керівництво Народного фронту висунуло Муталібову ультиматум з вимогою добровільно піти до 15.00 з посту президента. Із закінченням терміну ультиматуму опозиція почала марш до президентської резиденції і невдовзі захопила владу в місті. Голова військової комісії Народного фронту Азербайджану Фахмін Гаджиєв о 18.00 на телебаченні оголосив, що місто, окрім президентського палацу, контролюється силами опозиції, і продовжив термін ультиматуму президенту до 20.00. О 9 вечора було зайнято президентський палац, але глави держави там не виявилось. Муталібов залишив країну. Зардушт Алізаде у своїй книзі «Кінець Другої Республіки» пише:
|  | Жодних достовірних відомостей про діяльність Муталібова у ці години немає. Окрім спогадів однієї людини: держрадника з економіки Вахіда Ахундова. Побачивши, що окрім нього і ще одного співробітника, у величезній будівлі нікого немає, він вирішив о 15 годині піти додому. Коли він спустився на перший поверх, у фоє будівлі з боку Радміну увійшов президент Муталібов у супроводі охоронців. Побачивши свого економрадника, президент підійшов, обійняв його та зі сміхом сказав: «Ну що, Вахід Джумшудович, створили ми революційну ситуацію?» Зніяковілий держрадник невільно теж обійняв президента й відчув, що під піджаком у того надіто легкий бронежилет. Після цих слів Муталібов вийшов з будівлі, сів до машини й поїхав на військовий аеродром, звідти вилетів до Москви. |

Сам Муталібов, у розмові з кореспондентом журналу Русская жизнь, розповів таке:
|  | Не міг знайти дружину та дітей, до глибокої ночі я зі свого кабінету телефонував до різних резиденцій, ніде їх не було. А на майдані уже стрільба. Нарешті один мій охоронець сказав: «Я думаю, що вам тут лишатись не можна. Щось незрозуміле відбувається». І ось я поїхав на одну з дач. Там я трохи отямився, умився, полежав і став думати, що робити. А виявилось, що мене вже шукають, в аеропорту озброєні люди чекають. Хтось із тих, хто був поряд, сказав: давайте пробиватись на військовий аеродром Кали. |

18 травня на сесії Верховної Ради Азербайджану Ягуб Мамедов подав у відставку з посту голови парламенту, а в. о. президента став Іса Гамбар. 3 листопада на пропозицію генерального прокурора Іхтіяра Ширінова на засіданні Міллі Меджлісу було анульовано ухвалений 6 березня Верховною Радою Азербайджану закон про недоторканість Аяза Муталібова. Ширінов з цього приводу заявив: «є вагомі докази того, що після добровільної відставки Муталібов не дотримався обіцянки не брати участі у політичному житті. Він створював збройні формування й різні громадські організації з числа своїх прихильників».

## Московський період життя
Після скидання Муталібов перебрався до Росії. 7 травня 1995 року російські міліціонери затримали Аяза Муталібова на Ленінському проспекті за порушення режиму реєстрації й супроводили до ВВД муніципального округу «Донський», де з'ясувалось, що колишній президент Азербайджану прописаний у Владимирській області. За кілька годин перебування у відділенні міліції, Муталібова відпустили. МВС Азербайджану стверджувало, що «затримання було здійснено відповідно до прохання Баку». У подальшому екс-президент отримав квартиру у Жулєбіному й тимчасову прописку у Москві. У 1994 році видано книгу Муталібова «Карабах — Чорний сад».
В самому Азербайджані проти скинутого президента порушили кримінальну справу. У лютому 1994 року Прокуратура Азербайджану видала ордер на його арешт у зв'язку з розслідуванням трагічних подій у січні 1990 року. 12 квітня 1996 року Аяз Муталібов був повторно заарештований у Москві, цього разу на запит Азербайджану, де проти нього було висунуто звинувачення у спробі організації державного перевороту. Однак Генеральна прокуратура Росії відмовила Баку у видачі колишнього президента на підставі недостатності матеріалів звинувачення у злочинах, що йому інкримінувались, після чого Аяза Муталібова в травні того ж року було звільнено.
У 2000 році Муталібов повернувся до політичної діяльності, очоливши спочатку Партію громадянської єдності, а потім із серпня 2003 року ставши співголовою Соціал-демократичної партії Азербайджану. У 2003 році ініціативна група «Спаситель» висунула Муталібова кандидатом на майбутні президентські вибори в Азербайджані, але 21 липня ЦВК відмовилась затвердити його кандидатуру у зв'язку з численними порушеннями у наданих документах, а також наявністю у екс-президента прописки як в Азербайджані, так і в Росії.

## Особисте життя
Зі своєю дружиною Аділею Аяз Муталібов познайомився 1956 року на дні народження спільного друга. 1962 року у них народилась перша дитина — Азад, а 1970 року ще один син — Заур. Аяз Муталібов має онука Таїра й онучку Медину.

### Інтереси
У ексклюзивному інтерв'ю «Экспресс газеті» Муталібов розповів про свої юнацькі хобі:
|  | Я ще зі шкільних років полюбив джаз, за що мене часто критикували у комсомольській стінгазеті, називаючи стилягою. Ще я обожнював Елвіса Преслі, а пізніше захоплювався «бітлами». |

Окрім цього у юнацтві він активно займався спортом, захоплювався волейболом. Як пізніше зізнався Муталібов, у волейбол він грав до п'ятдесяти років кожних вихідних.

## Нагороди
- Два ордени Трудового Червоного Прапора[4]